# Officine Prevost
Le Officine Prevost Milano sono state una storica azienda produttrice di proiettori, moviole e altre apparecchiature cinematografiche analogiche progettate dall'ingegner Attilio Prevost (1890-1954) e da suo nipote in linea collaterale ing. Attilio Prevost jr (1918-2010).

## Storia
Conosciuta in tutto il mondo, l'azienda fu fondata a Milano nel 1913 dall'Ing. Attilio Prevost e da sua moglie Elena Lanzoni Prevost, amministratrice dell'azienda, con la quale condivise la proprietà del capitale sociale.
Dopo via Ripamonti e via Forcella, dal 1939 l'azienda ebbe sede in via Desenzano 2 a Milano.
Scomparsi i coniugi Prevost, la proprietà dell'azienda passò alla nipote Annamaria Lari Prevost, Presidente e Amministratore delegato, e all'Ing. Attilio Prevost jr. (1918-2010), Direttore generale, figlio di Augusto Prevosto, fratello di Attilio Prevost (1890-1954).,
Dal 1957 titolare e rappresentante legale dell'azienda è stata la famiglia Lari Prevost Mojana.
Franco Mojana, marito di Annamaria Lari Prevost, fu AD e Procuratore generale dell'azienda per conto dei Presidenti Elena Lanzoni Prevost (dal 1954 al 1965), e Annamaria Lari Prevost (dal 1965 al 1991).
Socio dal 1975, nel 1991 fu il liquidatore dell'azienda .
Dal 1965 la ragione sociale dell'azienda fu "Officine Prevost di Annamaria Lari Prevost & C".
Dopo la chiusura dello storico stabilimento, avvenuta per liquidazione volontaria nel 1991, l'attività è proseguita con la Prevost Italy srl. di Paolo Prevost, figlio di Attilio Prevost jr. che dagli Anni Ottanta aveva affiancato il padre nella realizzazione di nuovi apparecchi.

## Le Moviole
Le Officine Prevost furono la principale fabbrica italiana produttrice di moviole (tavoli di montaggio) per il montaggio cinematografico.
La moviola orizzontale fu infatti inventata dall'ingegner Attilio Prevost (1890-1954) alla fine degli anni Dieci del Novecento.
La moviola orizzontale divenne lo standard europeo, mentre gli americani avrebbero usato principalmente la moviola verticale, inventata prima di quella orizzontale, dall'ingegnere Iwan Serrurier.
Il grande regista americano Orson Welles ordinò la sua prima moviola Prevost già nel 1936.
Dopo la scomparsa di Attilio Prevost (1890-1954), la costruzione di moviole sempre più sofisticate fu proseguita da Attilio Prevost (1918-2010), che dai progetti dello zio, realizzò nuovi modelli adattandoli alle nuove esigenze tecniche. Alla fine degli anni Cinquanta progettò la rivoluzionaria moviola combinata 16/35mm SC-66 con piano di lavoro ribaltabile protetta da brevetti internazionali che ebbe grande successo e fu venduta in tutto il mondo. Il sopraggiungere delle nuove tecnologie cinematografiche digitali, pose fine al mercato delle moviole alla fine degli anni Ottanta.
Nel 1960 tre ex dipendenti delle Officine Prevost specializzati nella costruzione di moviole, si licenziarono e fondarono la Intercine, azienda che produceva moviole identiche alle Prevost, tanto da far credere la Intercine una sua sottomarca(fu un caso di concorrenza sleale: stessa meccanica e tecnica di funzionamento come dai brevetti dell'ingegner Prevost). La Intercine fu messa in liquidazione e cessò l'attività nel 1970.
Dai grandi registi del Neorealismo, a Herbert von Karajan e The Beatles, furono in tanti a volere montare i loro film solo con le moviole Prevost.
Si può dire che gran parte del Cinema del '900 italiano, nonché parte di quello internazionale che le apprezzava particolarmente, fu "montato" sulle moviole Prevost.

## Elenco parziale dei prodotti
- Cinepresa Prevost 35mm (1910 ca. realizzata presso la Milano Films) utilizzata dallo stesso Prevost e da Luca Comerio per documentare la Guerra di Libia
- Cinepresa “Presa vedute cinematografiche” (1913 ca.) - utilizzata da Prevost e altri cineoperatorei per documentare la Grande Guerra
- Cinepresa con dispositivo rotante per lo scambio istantaneo degli obiettivi
- Stampatrici (da inizio attività in avanti - Le stampatrici Prevost erano considerate tra le migliori del mondo - Anni 40: “Mod. A”, “Mad. B”, Anni ’50: “Mod. C”, “Mod. D”, “Mod. E”. Il Mod. A era progettato per la stampa combinata di immagine e suono, con variatori di luce automatici. Il Mod. B, anch’esso per immagine e suono, prevedeva un sistema di regolazione ottica migliorato. Con ill Mod. C, destinato sempre alla stampa di immagine e suono, veniva introdotto un sistema di variatori di luce manuali, offrendo così maggiore controllo operativo. Il Mod. D era concepito per la riduzione ottica da 35 mm a 16 mm, mantenendo la qualità sia dell’immagine sia della traccia sonora, grazie a variatori di luce automatici. Infine, il Mod. E, pensato esclusivamente per la stampa della traccia audio, utilizzava variatori di luce manuali, rispondendo alle esigenze di lavorazioni più specializzate.
- Prima generazione dei celebri Tavoli di montaggio Prevost (moviola) (1919 ca. - fine Anni Venti ca.) con piano di lavoro in legno
- Proiettore Record con omonima lampada a filamento metallico (prima del 1920).
- Lampada a specchio con condensatore a carboni “Splendor” (1921/1922).
- Convertitrici per lanterne a carboni (per trasformare la corrente da alternata a continua e dare più stabilità al fascio luminoso).
- Impianto di proiezione Grande Modello con lampada Splendor (1925), denominato anche Splendor.
- Testa di proiezione Mod.A.
- Intorno al 1929 arriva il Sistema Simplex, che è stato uno dei più influenti nel panorama cinematografico mondiale, in particolare per quanto riguarda la proiezione sonora. Sviluppato inizialmente dalla Precision Machine Company e successivamente acquisito da vari gruppi industriali. Il marchio Simplex ha dominato le sale cinematografiche per gran parte del XX secolo. Si trattava di un riproduttore sonoro universale progettato per rendere compatibile qualsiasi proiettore con le principali colonne sonore ottiche, consentendo la riproduzione uniforme e sincronizzata dei contenuti audio indipendentemente dal formato del film. Le Officine Prevost introducono il primo proiettore sonoro: il Rex.
- Proiettore sonoro 35 mm REX (fine Anni ’20), con sistema di trascinamento della pellicola a motore a 25 fotogrammi al secondo con testa di proiezione Mod.A.
- Seconda generazione di tavoli di montaggio (moviola) con piano di lavoro in lamiera anodizzata (1930 ca. - 1953)
- Proiettore sonoro 35 mm Mod. 1931 (1931) - Rappresentò un'evoluzione del precedente Rex, mantenendone gran parte delle caratteristiche, ma con un'importante innovazione: l'integrazione di un sistema sonoro avanzato. Questo proiettore si distinse per la sua notevole versatilità, riuscendo a supportare senza difficoltà i tre principali standard audio dell'epoca, ovvero 'Vitaphone', 'Movietone' e 'Photophone'.
- Testa di proiezione Mod.B - integrava un avanzato sistema di trascinamento della pellicola, dotato di unità sonora incorporata, che consentiva la riproduzione sincronizzata della traccia audio direttamente all’interno del meccanismo di proiezione.
- Proiettore “Delta” (1932 ca.) - Aveva caratteristiche simili al Rex, tra cui la base, le scatole per il film da 1000 metri e la lampada Splendor. Tuttavia, il Delta si distingueva per l'adozione del sistema di trascinamento della pellicola Mod.B, una novità che lo rendeva unico rispetto al suo predecessore.
- Lampada automatica a carboni “Fulgor” (1934 ca.)
- Proiettore “Alfa” (1934 ca.) - Progettato per medi e piccoli cinema, era dotato di un otturatore radente, che permetteva di sfruttare al massimo il flusso luminoso. La lampada, ridisegnata per migliorarne l'efficienza, contribuiva in modo determinante a potenziare le prestazioni complessive del proiettore.
- Proiettore Magnus (dopo 1935 ca.) - Il proiettore di maggior successo della prima metà del ‘900. Nel libretto di presentazione del proiettore si leggeva: Una breve descrizione non basta a dimostrarne le eccezionali qualità: occorre vederlo, sentirne la purissima riproduzione del suono e la marcia silenziosa. Solo montandovi una pellicola ci si rende conto della grande praticità di manovra e di tutti i dettagli che concorrono a facilitare il compito dell’operatore ed assicurando la conservazione del film ad un grado finora mai raggiunto. Il Magnus si distinse a livello mondiale per la sua eccellenza. Sul piano acustico e sonoro rivaleggiava con i migliori modelli statunitensi, mentre dal punto di vista meccanico offriva prestazioni superiori, che lo ponevano nettamente al di sopra della concorrenza dell’epoca.
- Proiettore P30 e prima generazione della serie “P” (1935 ca.)[4]
- Proiettore “Impero” per grande e medie e sale (1943)
- Seconda generazione di proiettori della serie P (iniziata presumibilmente nel 1930): P10 (1952), CS (1953), P30 (1954), P40 (1955), P60/CS (1957), P50 (1958), P77, P55, ed altri non ancora identificati
- Fotocoagulatore Mod. Raverdino (1953)
- Proiettore Mod. P10 (1952), combinava un design moderno con componentistica evoluta e un prezzo accessibile, facilitandone la diffusione nelle sale cinematografiche di piccola e media capienza. Tra le innovazioni: sistema avanzato di lubrificazione e raffreddamento e una testa sonora ottimizzata.
- Proiettore Mod.CS (1953) (in seguito denominato P60/CS), è sato il proiettore più diffuso degli anni Cinquanta. Era equipaggiato con una testa di proiezione progettata per garantire la massima robustezza e precisione meccanica. La struttura era realizzata in modo da poter alloggiare e sostenere senza difficoltà i componenti della testa di lettura sonora, permettendo così la riproduzione di copie di film dotate di colonne magnetiche a quattro piste, secondo lo standard CinemaScope.
- Proiettore “Cinescope” per pellicole 35 mm girate in Cinemascope (1953) oltre che per formato standard 35 mm.
- Ultima generazione di tavoli di montaggio (moviola) inclusa la celebre moviola combinata 16/35mm SC-66 con piano di lavoro ribaltabile
- Proiettore P70 per pellicole 70 e 35mm (1958/59). Era costruito con un robusto telaio monoblocco in lega di alluminio ottenuto per fusione, garantendo rigidità strutturale e precisione meccanica. Il sistema di trasmissione era privo di cinghie o componenti soggetti a rapido degrado, assicurando un’elevata affidabilità operativa. L’intermittenza era gestita tramite un preciso meccanismo a croce di Malta, che rappresentava il fulcro dell’intero sistema cinematografico. Il comparto audio comprendeva sia una testa ottica da 35 mm che una testa magnetica a doppio volano compatibile con pellicole in formato 35 mm e 70 mm. La conversione tra i due formati risultava estremamente rapida, grazie alla progettazione a passo doppio delle guide e degli organi di avanzamento pellicola. L’operatore doveva sostituire unicamente il rocchetto intermittente della croce di Malta, lo sportello dei pattini pretori e la testina magnetica: a 4 canali per il 35 mm e a 6 canali per il 70 mm, compatibile con il sistema Todd-AO. Diffuso in tutto il mondo, il P70 fu impiegato in numerose prime di rilievo, tra cui la proiezione del film Incontri ravvicinati del terzo tipo di Steven Spielberg nel 1977. Fu adottato anche in sale prestigiose come lo Ziegfeld Theatre di New York, una delle più capienti degli Stati Uniti, con oltre 1100 posti.Grazie a un accordo commerciale con la Zeiss — storica azienda tedesca specializzata in proiettori da 35 mm — il modello P70 fu commercializzato anche con il marchio "Favorit 70", ampliandone ulteriormente la diffusione. Apprezzato per la sua stabilità meccanica, affidabilità, eleganza costruttiva e silenziosità di funzionamento, il P70 venne definito da Hauerslev (1992) come "la Ferrari dei proiettori italiani" (Thomas Hauerslev, 70mm Projectors Today, in Cinema Technology)
- Proiettore P55 (1959) tra i proiettori più diffusi della seconda metà del ‘900. La testa di proiezione era dotata di un sistema di lubrificazione a bagno d’olio integrato in un basamento regolabile in lega di alluminio. La lanterna, progettata per lampade allo Xenon, era abbinata a un supporto con bracci superiore e inferiore in grado di alloggiare bobine da 2000 metri, corrispondenti a circa 80 minuti di proiezione continua.
- Camera a bolle (1960)
- Proiettore TVK 40, realizzato per proiezioni televisive su grande schermo in locali pubblici (Anni ’60)
- Proiettore P16 per pellicole 16mm (1960) distribuito anche dalla Zeiss col marchio “Favorit 16”
- Complesso monoblocco P77 - Proiettore 35mm portatile - Lettura sonora su colonna ottica standard - Bracci per bobine da 2000 metri - Proiezione con lampada alogena da 1000 W efficacemente raffreddata - Amplificatore ad alta fedeltà con uscita di 40 W.
- Cinebus per proiezioni itineranti con proiettori P93 installati su autocarri Fiat (1980)
- Proiettore P93 e sue varianti (dal 1982) ultimo proiettore prodotto

## Le moviole
- Prima generazione a 4 piatti con tavolo in noce (prima del 1920)
- Seconda generazione, serie “SC” a sei piatti combinati (16 e 35 mm) con piano di lavoro in metallo (1920-1953)
- Terza generazione (1954 in poi) moviola combinata 16/35mm con piano di lavoro ribaltabile. Fu la moviola di maggior successo sul mercato internazionale. Il Mod. SC/66 per pellicole 35 e 16 mm. consentiva il passaggio di tre pellicole contemporaneamente : una recante la scena e due. la colonna sonora ottica o magnetica. Le teste di proiezione erano montate su di un supporto ribaltabile il quale consentiva di tenere in posizione di lavoro soltanto la testa di proiezione 35 mm. oppure soltanto la testa di proiezione 16 mm. con tutti i notevoli vantaggi che ne derivano. Tale apparecchio offriva inoltre la possibilità di far completamente sparire dal bancale di lavoro una o entrambe le teste di lettura del suono nei casi in cui esse non fossero state necessarie.
- Movioletta Prevost (tavolo di controllo) Mod.A (35 mm), Mod.B (16 mm), Mod.C (35 e 16 mm) (presumibilmente fine '40, inizio '50). In seguito anche per il formato 70 mm.
- Tavoli di montaggio e sincronizzazione Mod.SAB (sei piatti per pellicole 35 oppure 16 mm) (inizio '50 ca.)
- Tavoli di montaggio e sincronizzazione Mod.SC (sei piatti per pellicole 35 e 16 mm con lo stesso apparecchio)
- Tavoli di montaggio e sincronizzazione Mod.QC (quattro piatti per pellicole 35 e 16 mm con lo stesso apparecchio)
- Tavoli di montaggio e sincronizzazione SERIE TRIS (16 e 35 mm con ingombro ridotto) evoluzione della prima serie con piano di lavoro ribaltabiele - Mod. TRIS-DIR (proiezione diretta su schermo bianco) TRIS-BACK (proiezione su schermo trasparente) (Anni '70)
- moviole a otto e dieci piatti con proiezione fino a tre schermi (1954-1975)

## Alcune immagini dei prodotti

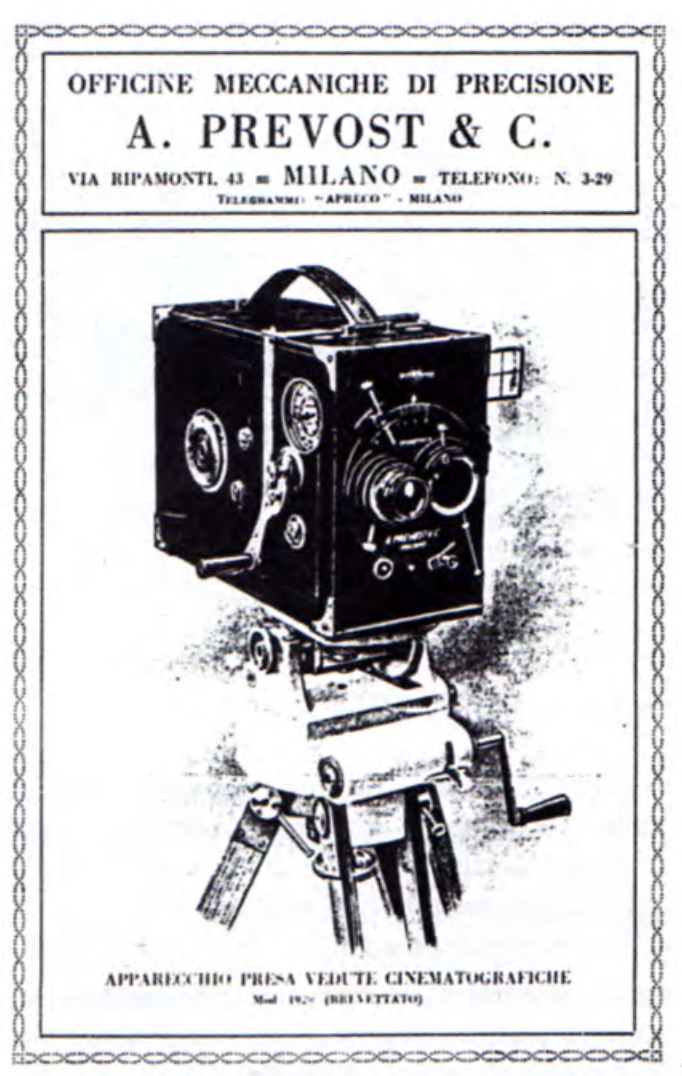
Apparecchio presa vedute cinematografiche
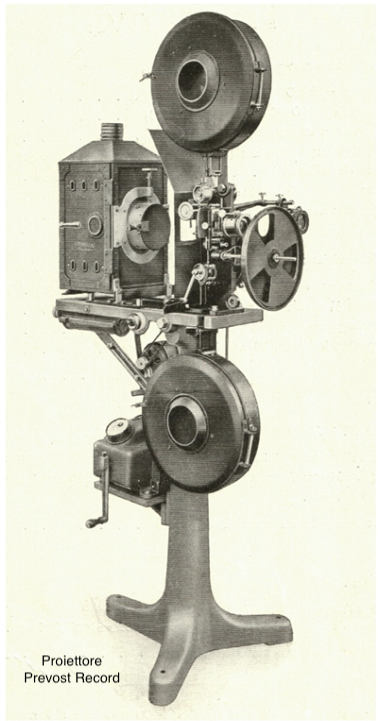
Proiettore Prevost RECORD
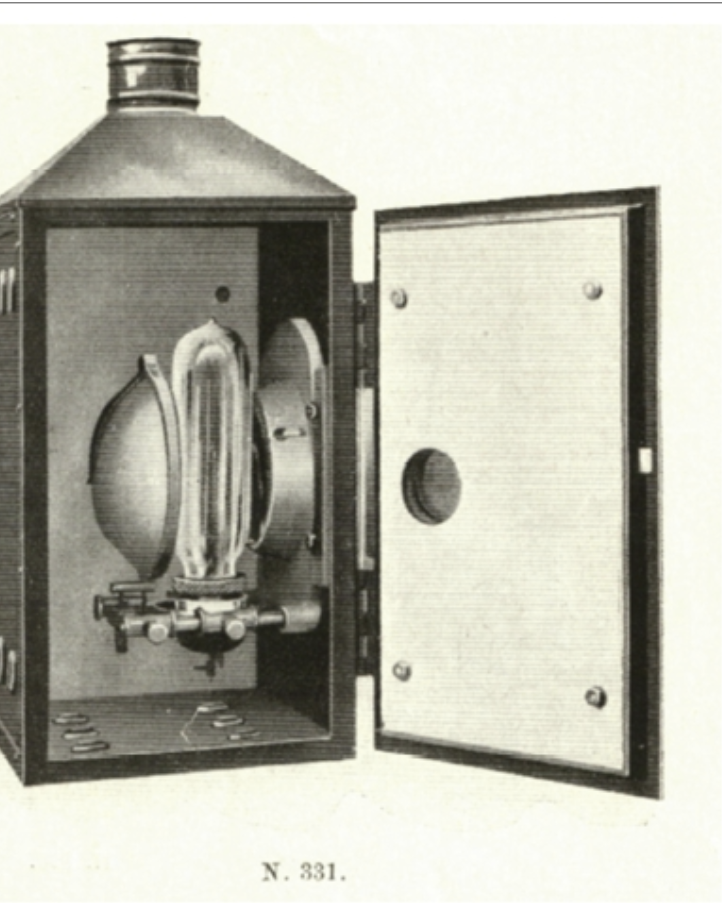
Lanterna Record
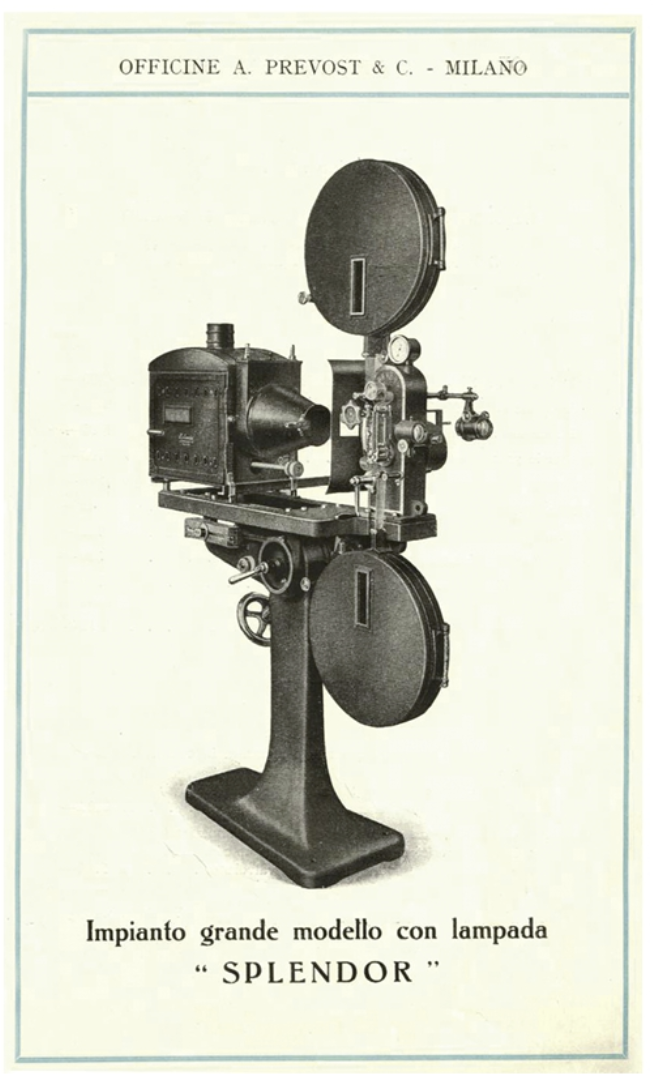
Impianto Grande Modello Prevost con lampada SPLENDOR (1925)
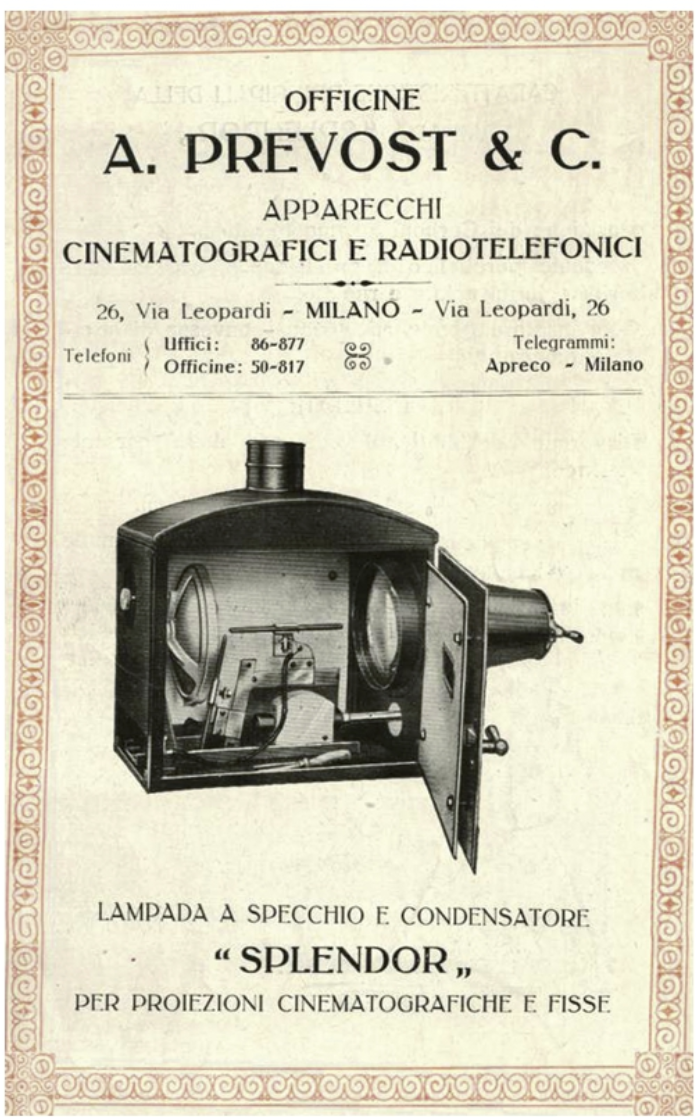
Lampada Prevost mod. Splendor
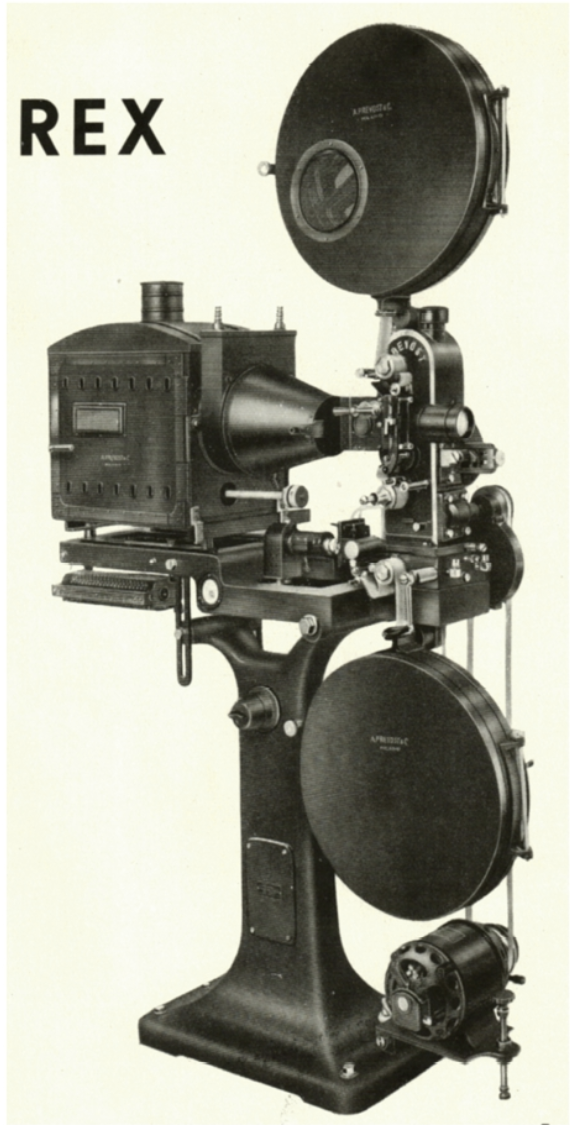
Proiettore sonoro Prevost REX (1929 ca.)
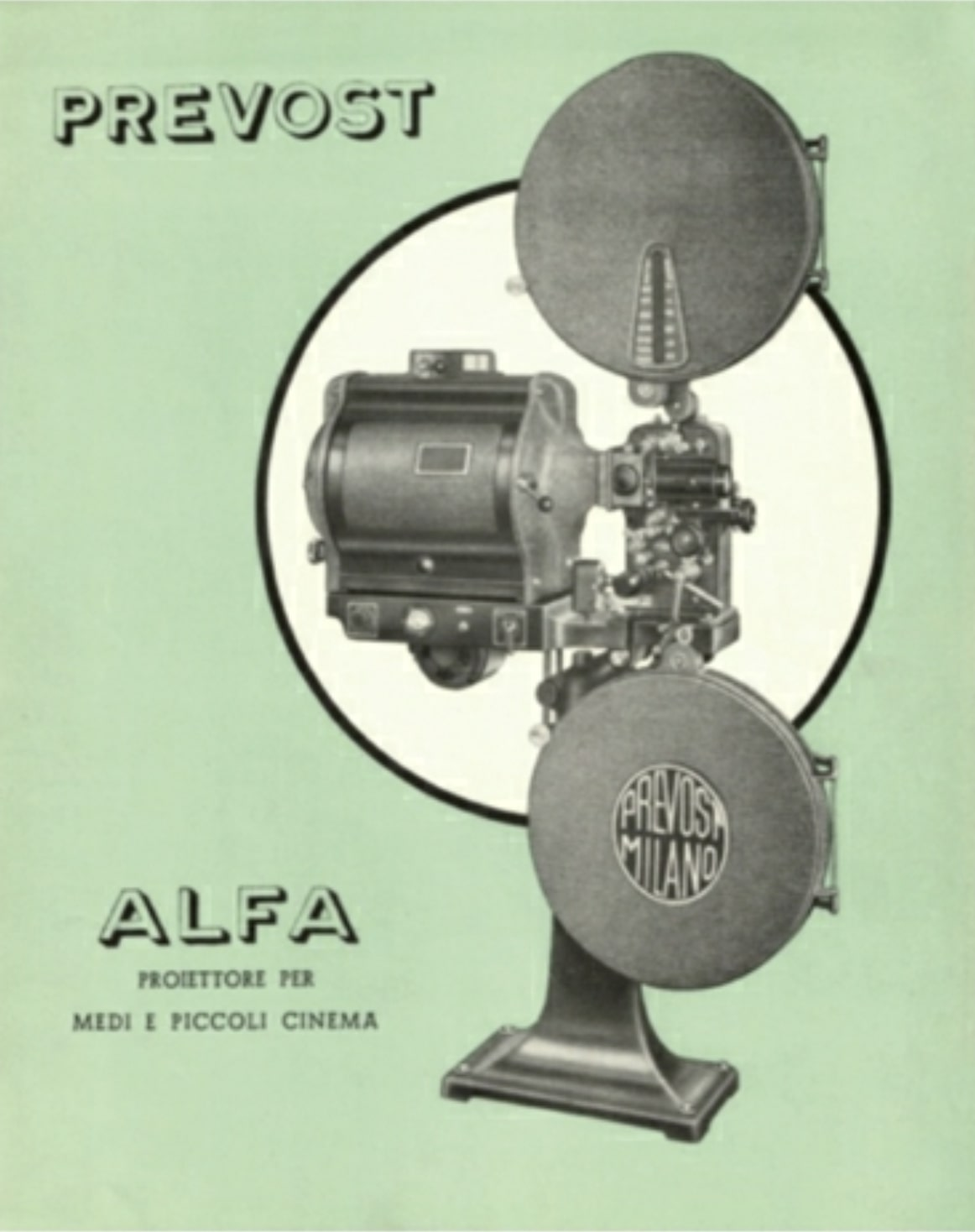
Proiettore Prevost ALFA (1930 ca.)
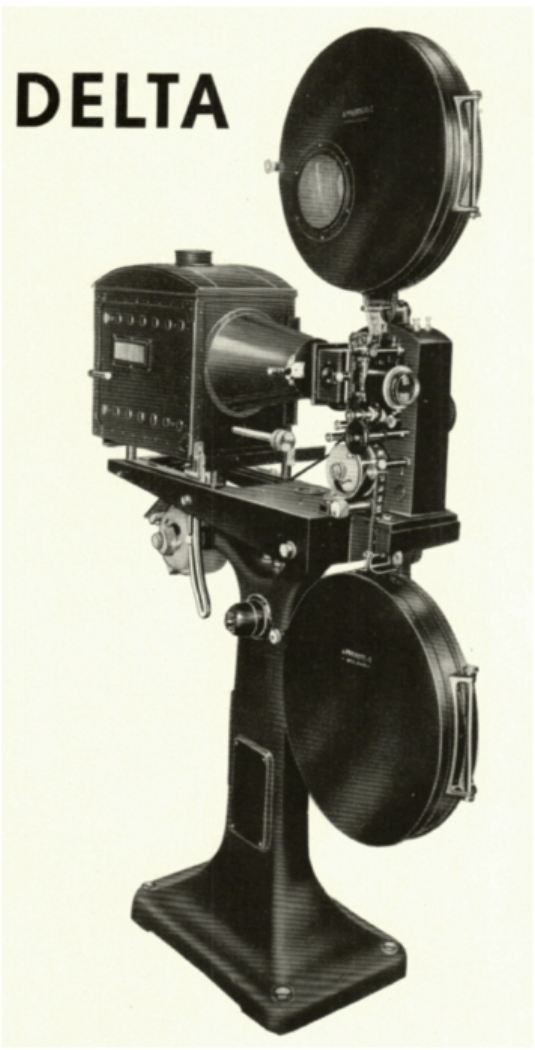
Proiettore Prevost DELTA
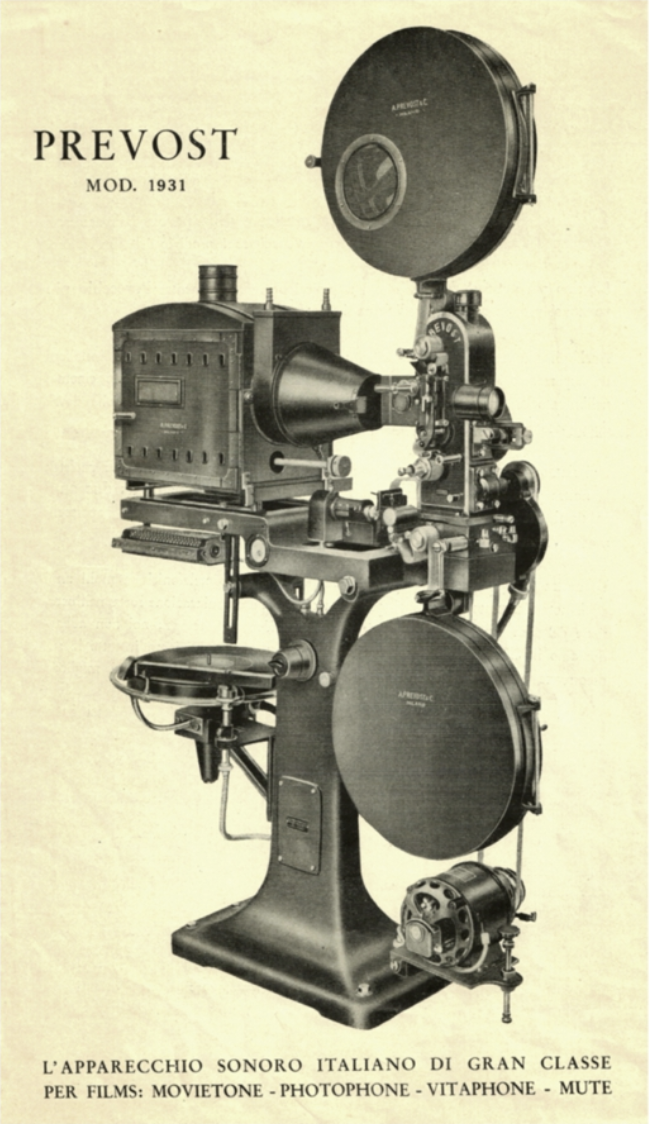
Proiettore Prevost 1931
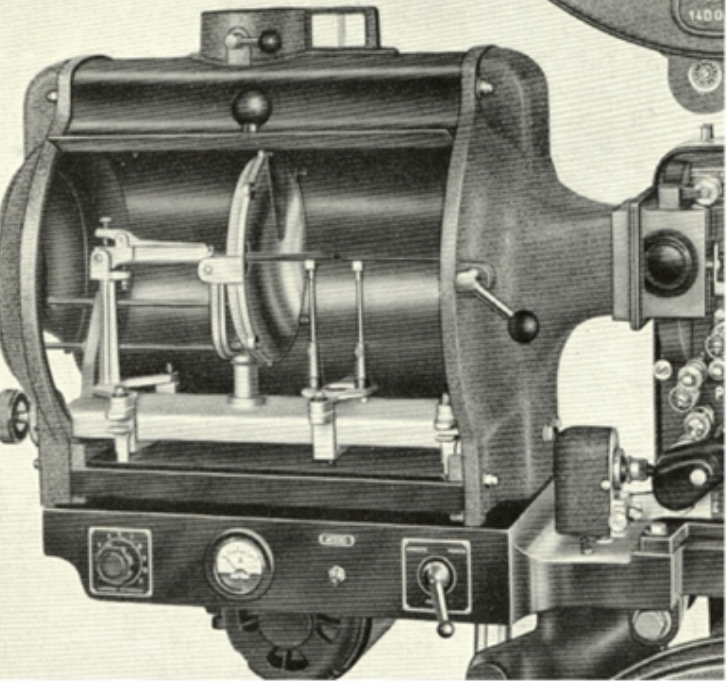
Lanterna Prevost con lampada automatica Fulgor (1934 ca.)
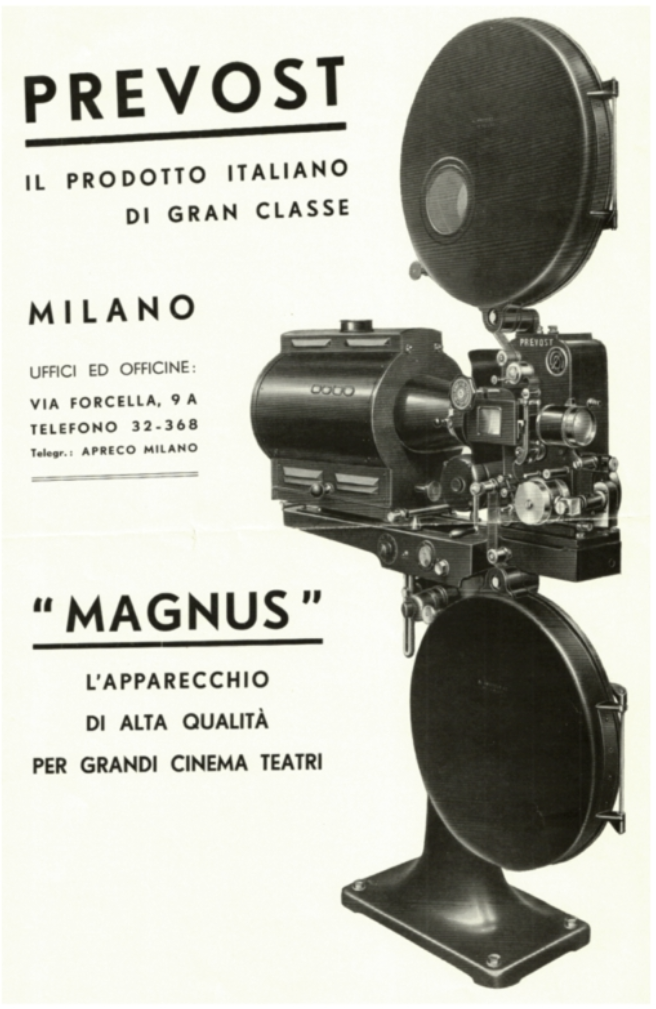
Proiettore Prevost Magnus (1934 ca.)
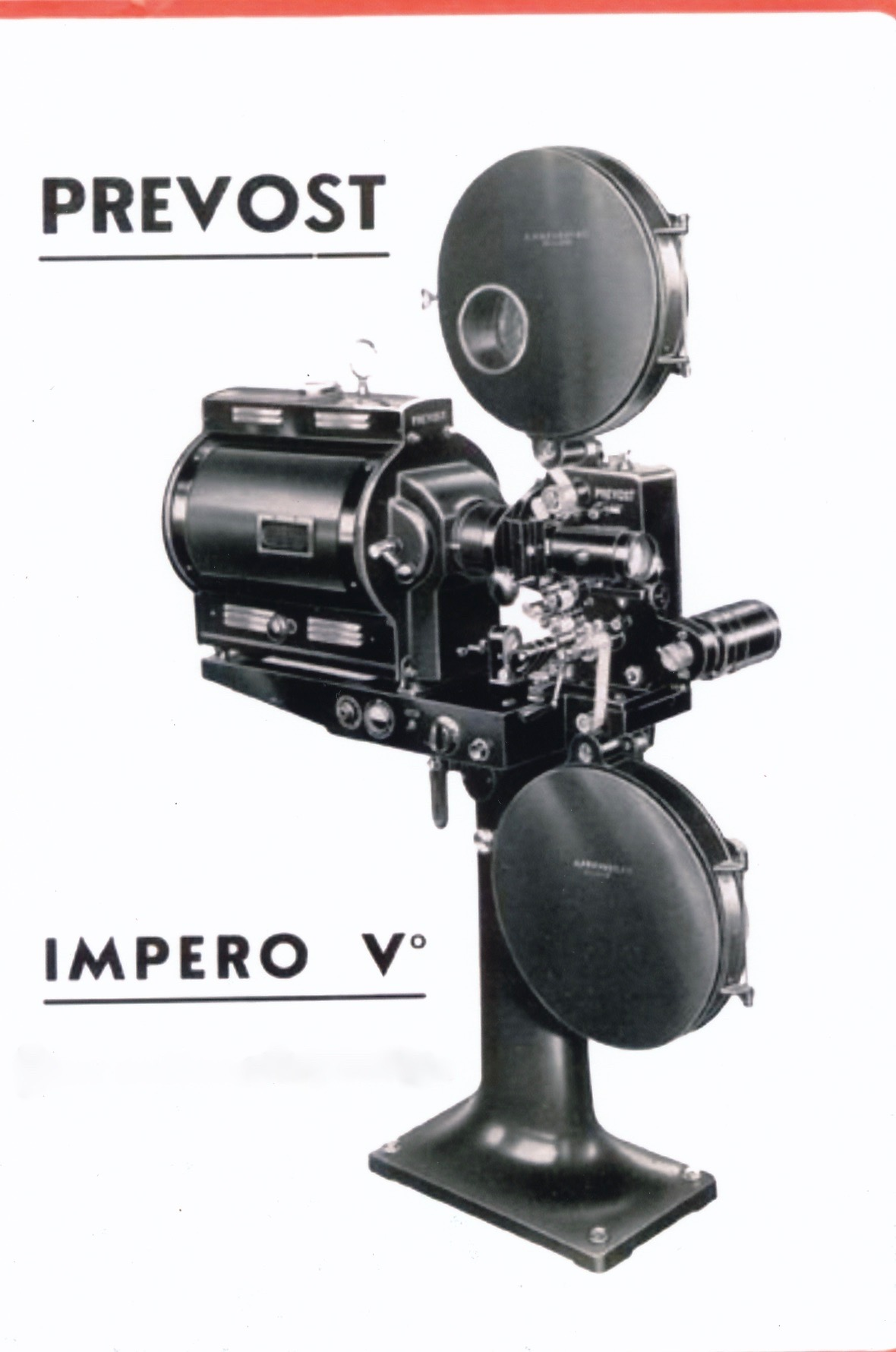
Proiettore Prevost Impero V°
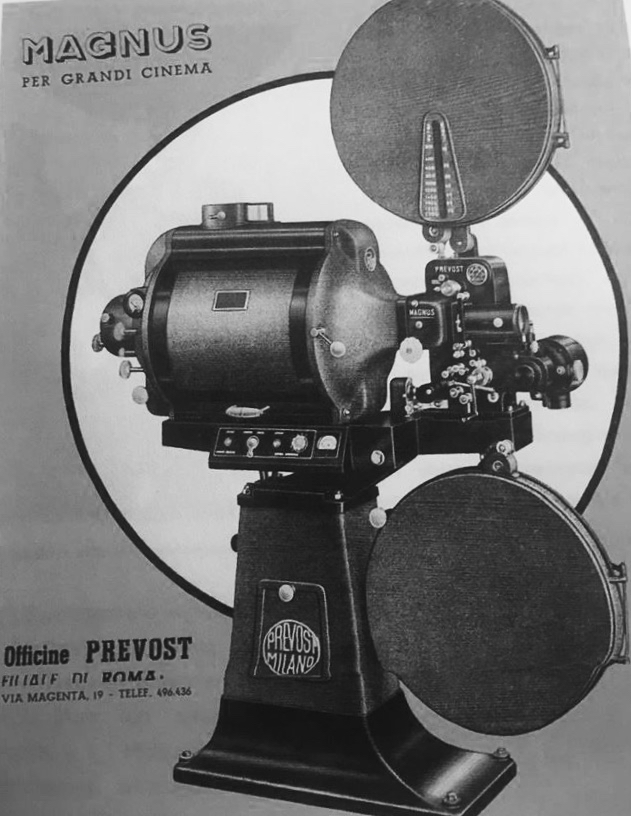
Proiettore Prevost Magnus 35mm. in altra versione
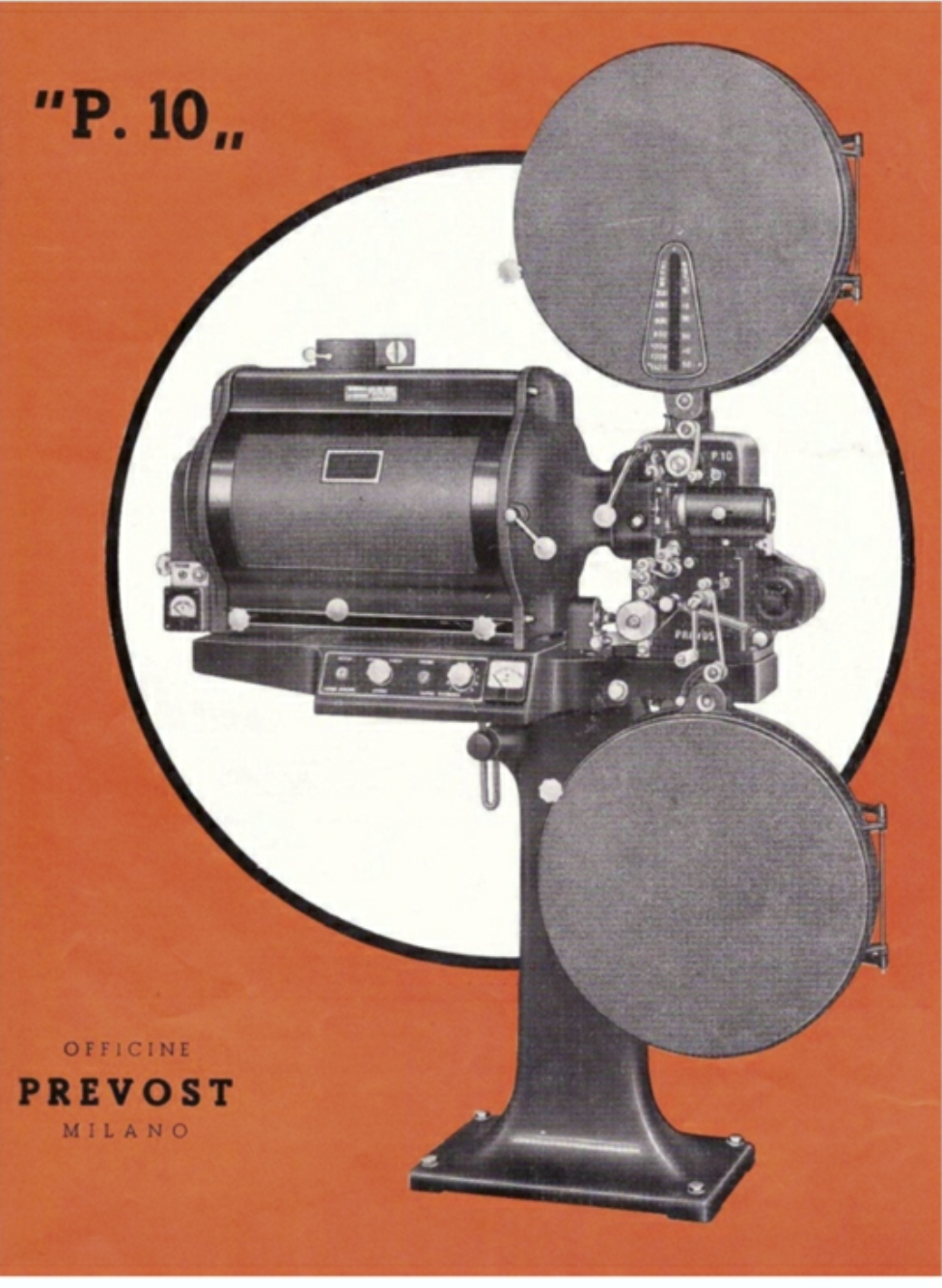
Proiettore Prevost P10 (1952)
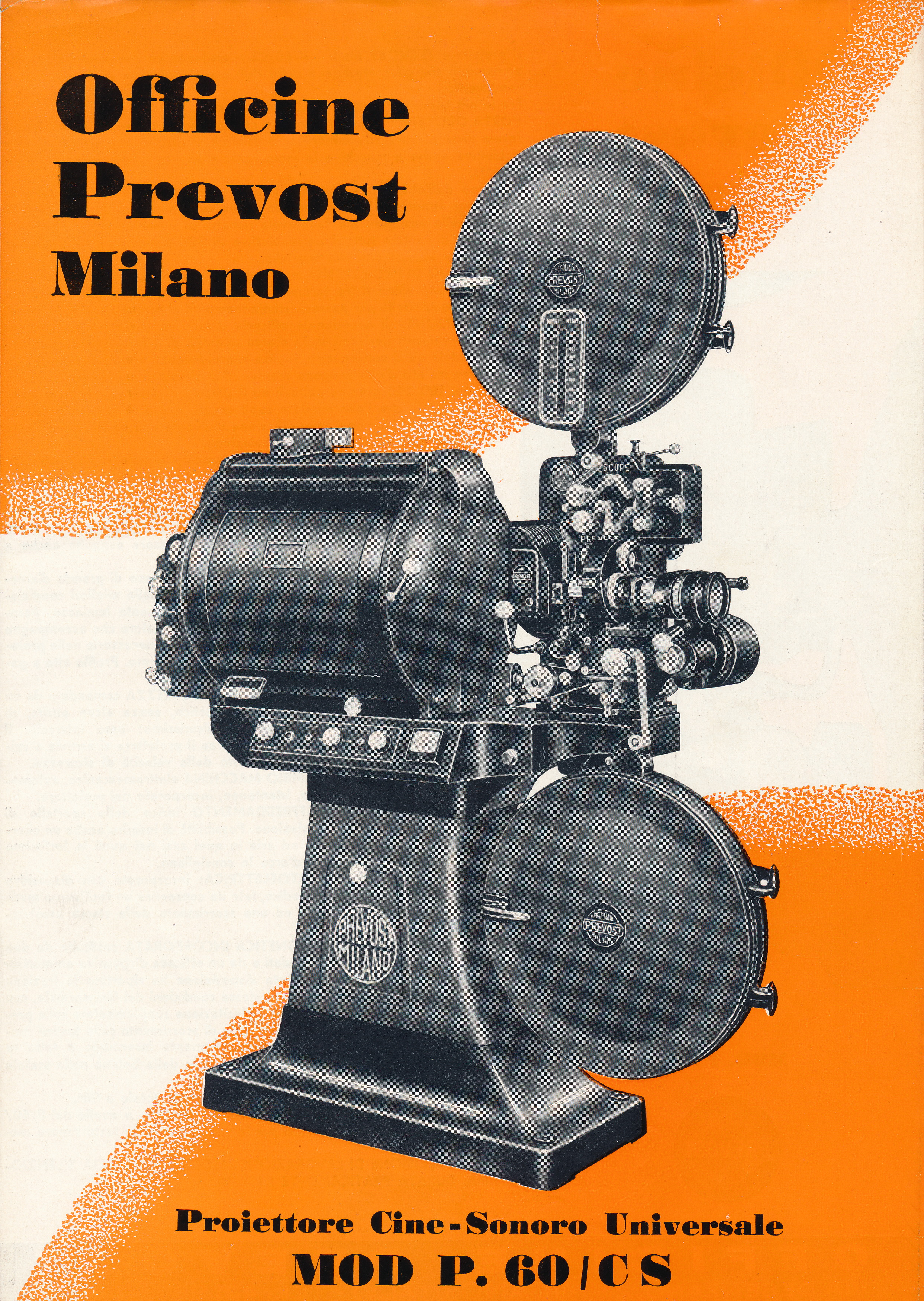
Proiettpre Prevost P.60-CS
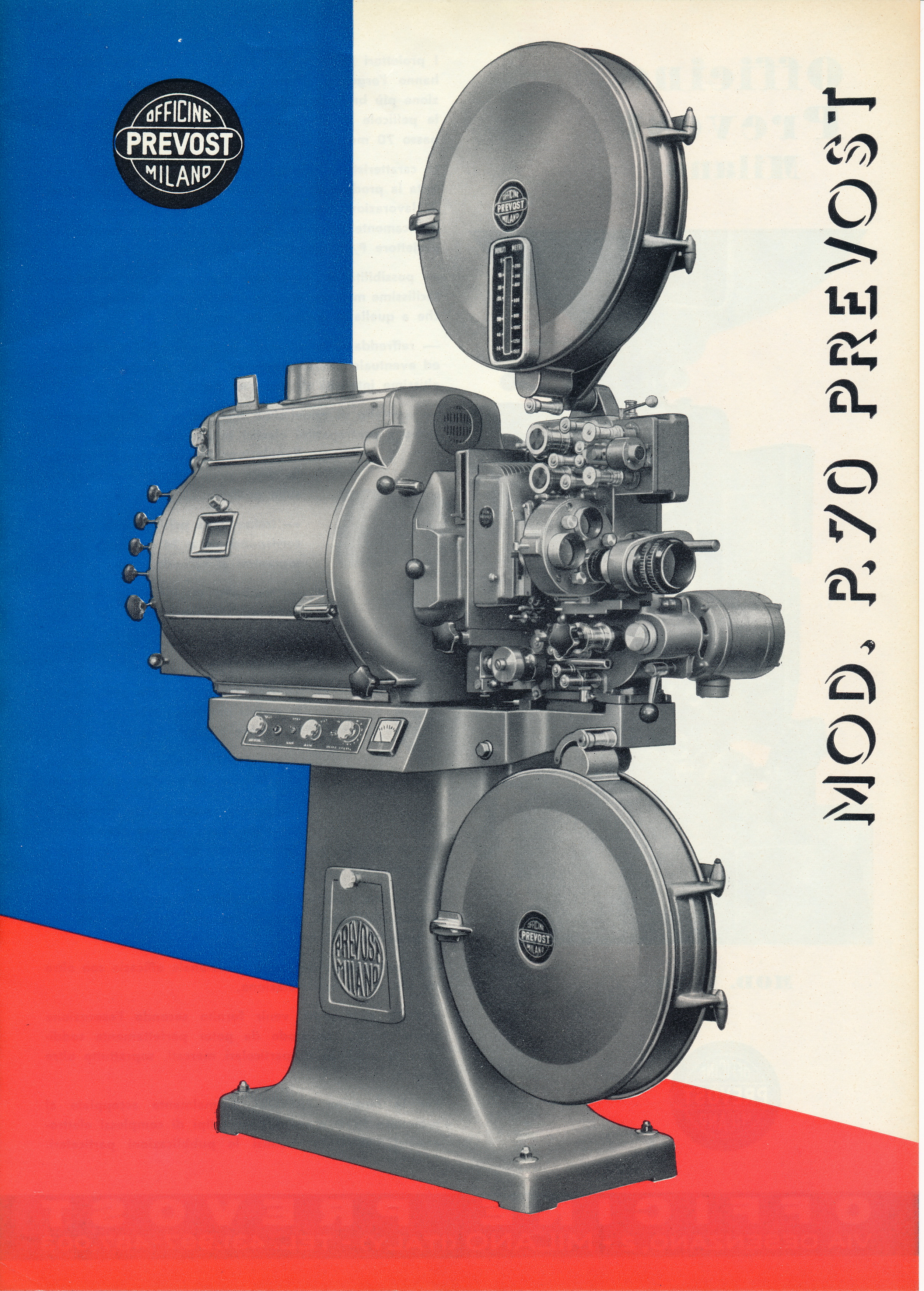
Proiettore Prevost P70 con lampada a carboni
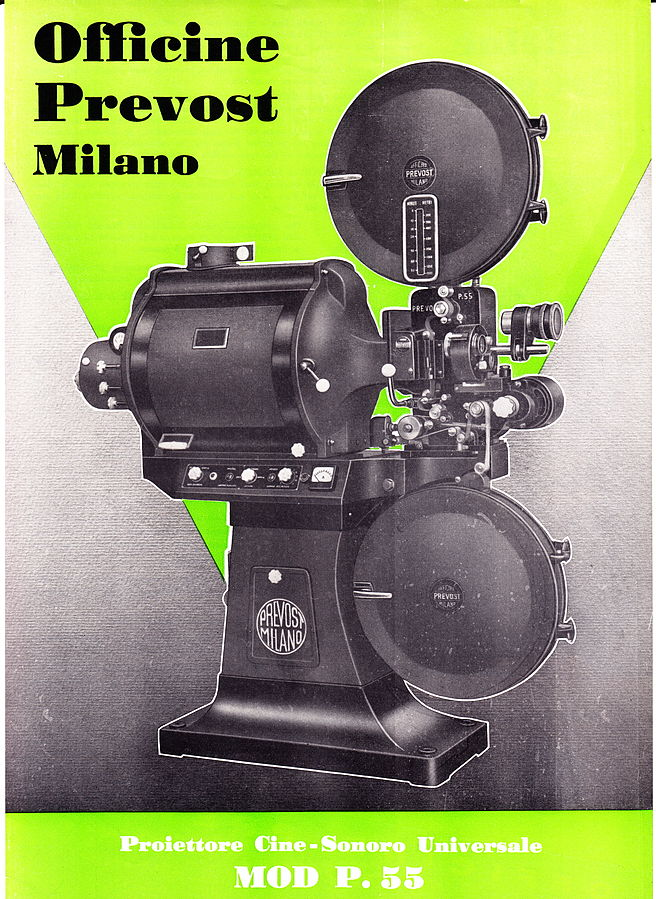
Proiettore Prevost P55 con lampada a carboni
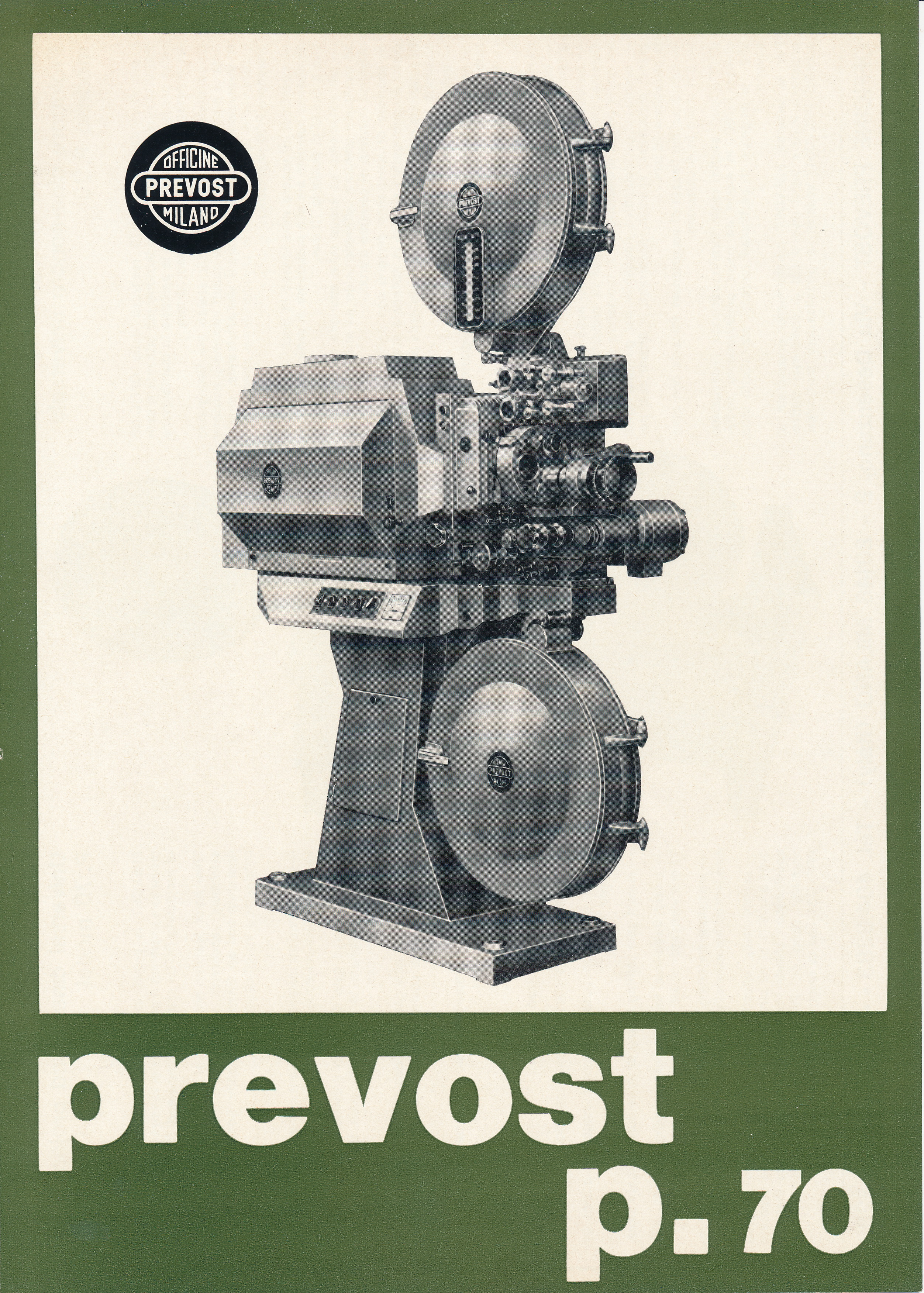
Proiettore Prevost P70 con lampada allo xenon (Anni '70)
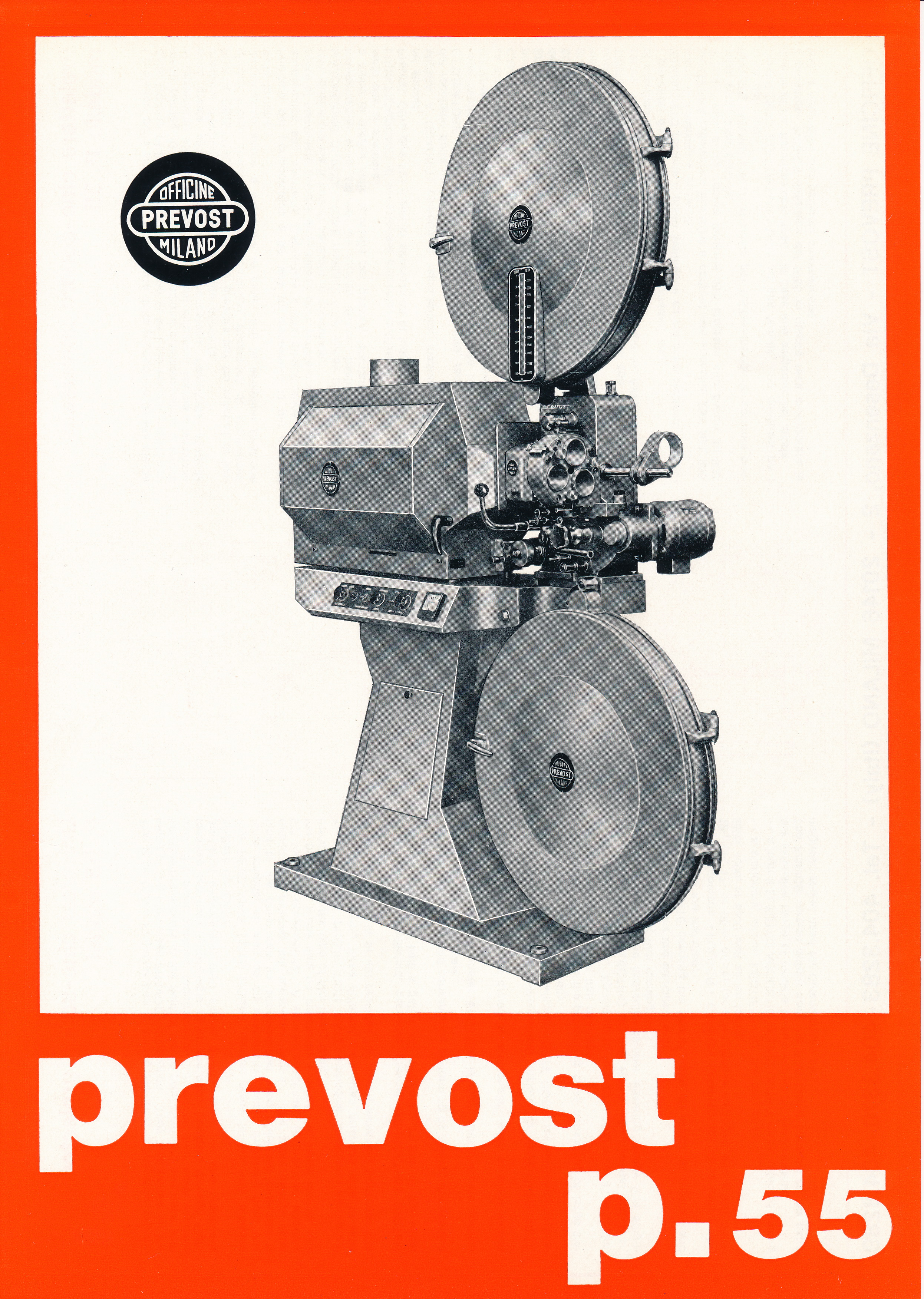
Proiettore Prevost P55 con lampada allo xenon (Anni '70)
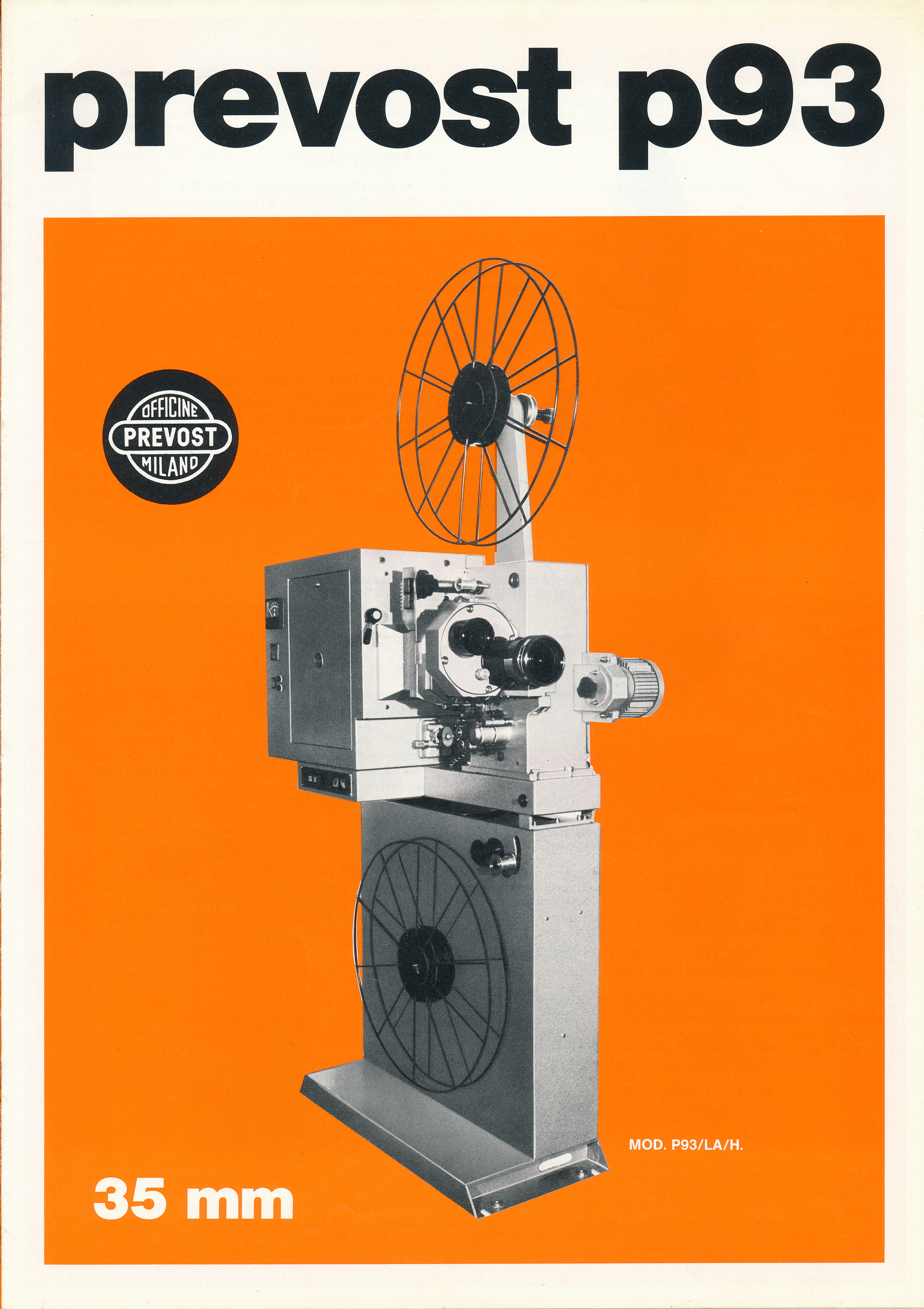
Proiettore automatico a struttura modulare Prevost P93 (Anni '80)
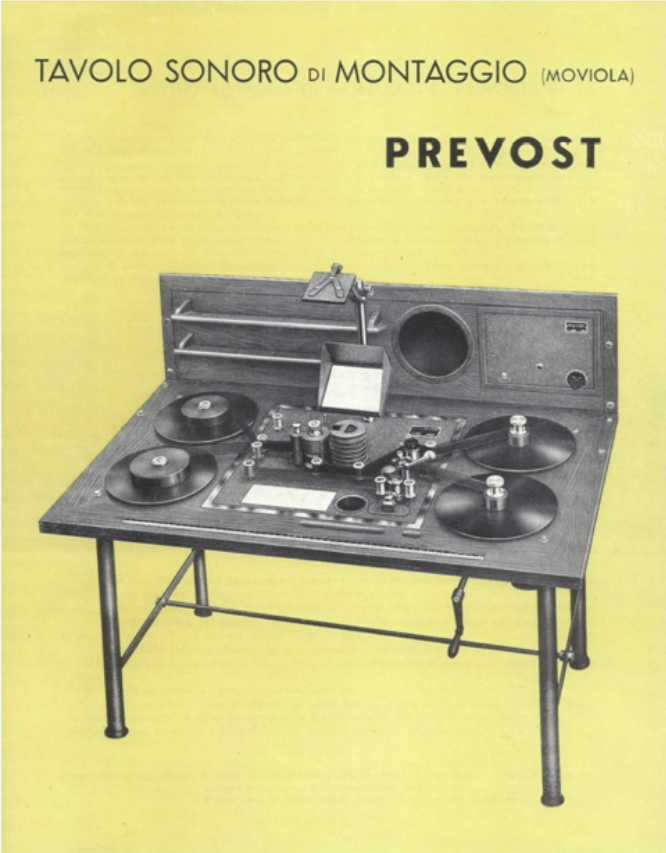
Moviola Prevost a 4 piatti 35 mm (1919 ca.)
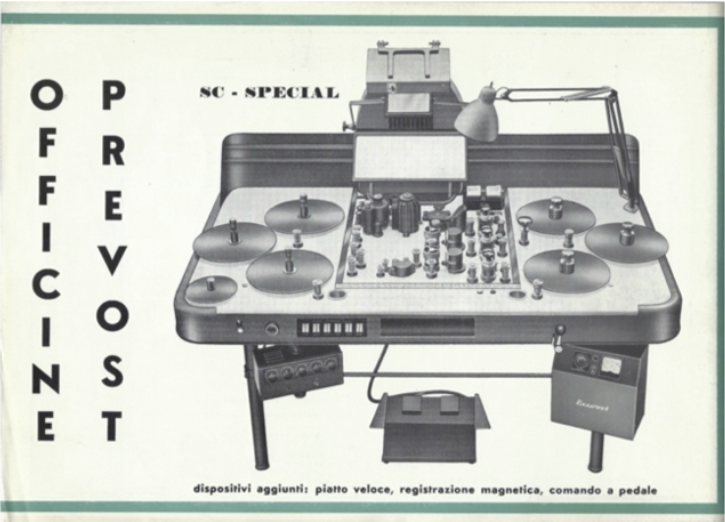
Moviola Prevost SC Special a 6 piatti
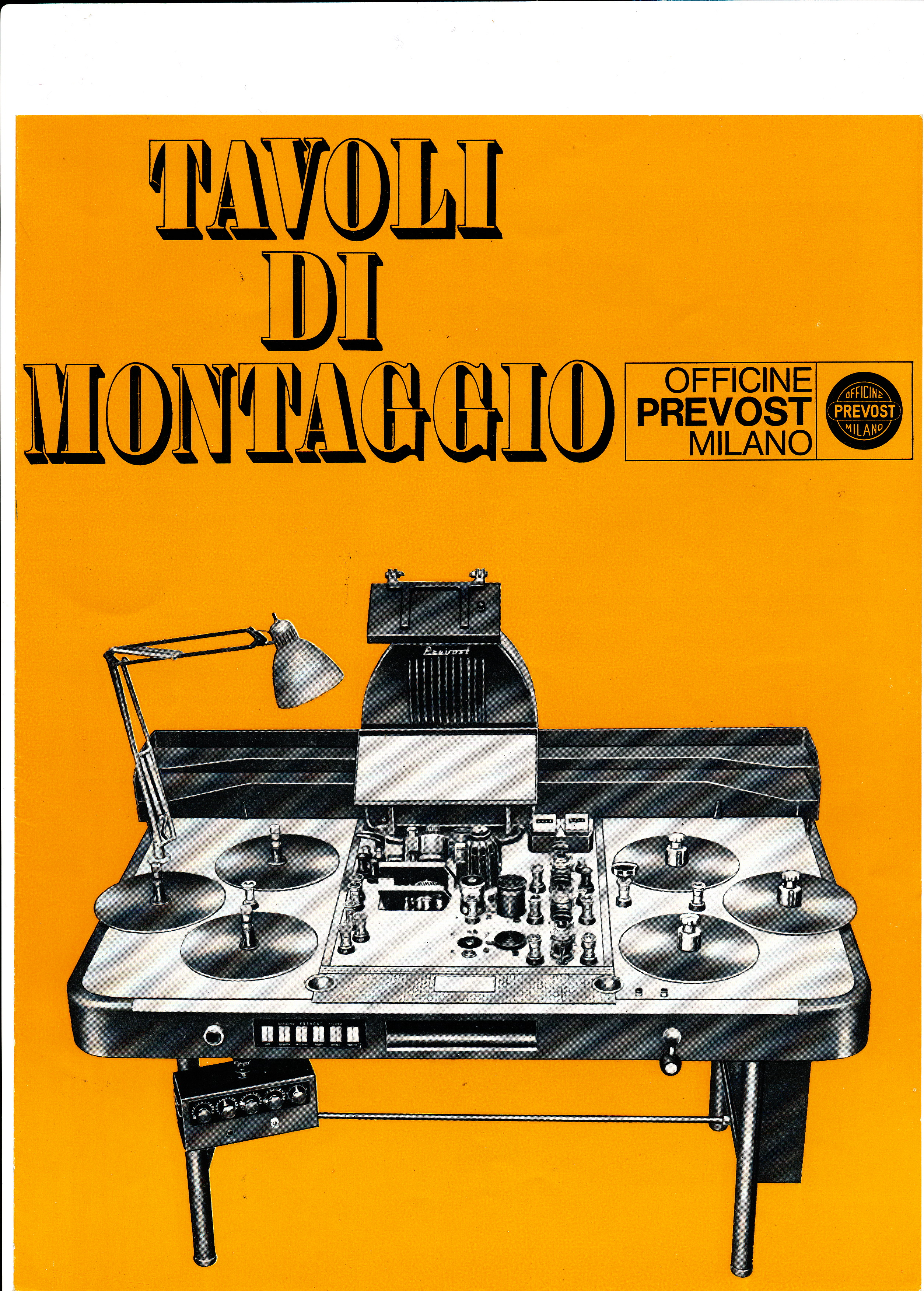
moviola Prevost combinata 35/16mm con teste di proiezione montate su supporto ribaltabile
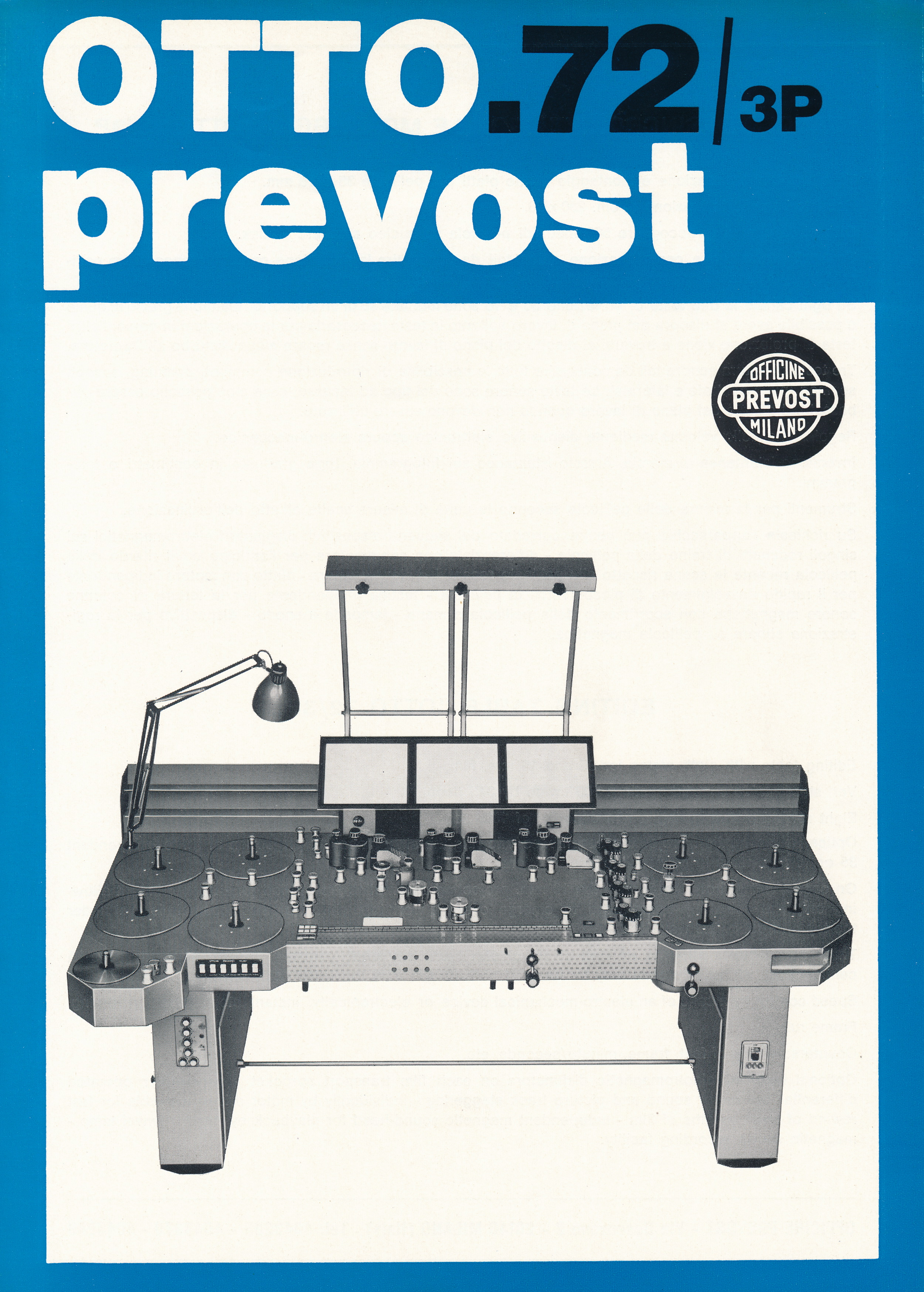
moviola Prevost OTTO.72-3P, 16/35mm, cone 3 proiezioni indipendenti